# 約翰·羅 (經濟學者)
約翰·羅（John Law，法國人通常讀作Jean Lass，1671年4月21日—1729年3月21日）是一位蘇格蘭經濟學家。他認爲貨幣純屬交換媒介而不能構成財富本身，國家的財富取決於貿易。因爲他認爲紙幣是貨幣種類中能夠提供極大的便利，而且有助國家改善貿易逆差的狀況。路易十四去世後，他被任命為法國的財政大臣。
1716年，約翰·羅在法國成立了通用銀行，儘管這是一間私人銀行，但其發行資本之中約四分之三由法國政府發行的票據組成，所以這間銀行實際上充當當時法國的首間中央銀行。約翰·羅任職財政大臣時期推行的一系列經濟金融政策導致後來的密西西比泡沫事件使法國經濟全面崩潰。
約翰·羅是有名的賭徒，他日後的伯樂奧爾良公爵便是在賭桌上認識的。他最知名是透過心算或然率勝出撲克。他也是一些經濟思想的創建者，例如“價值的稀少理論”和“真實票據學説”。

## 生平

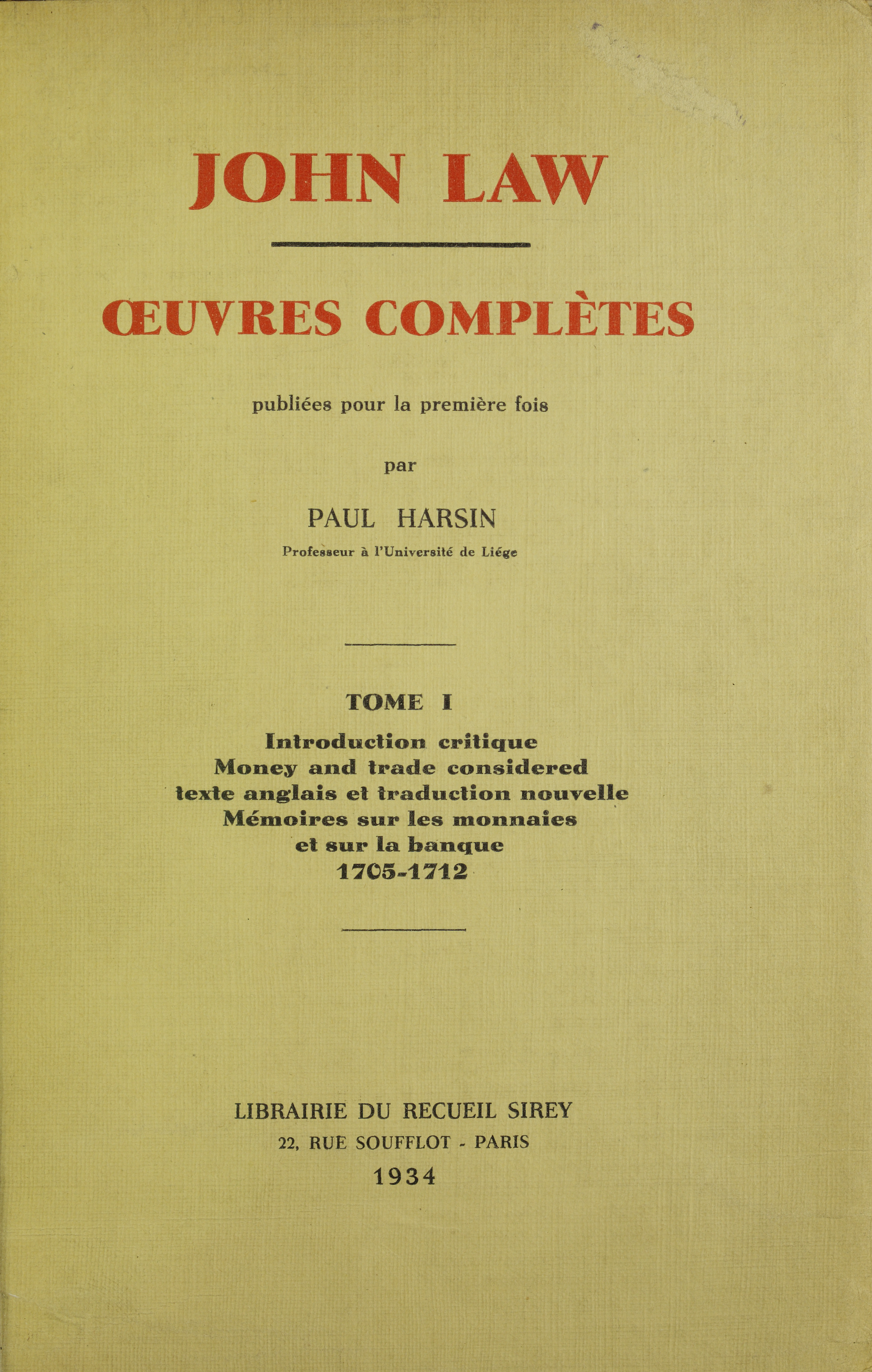
Money and Trade Considered: With a Proposal for Supplying the Nation with Money, 1934

約翰·羅出身于一個來自蘇格蘭法夫的銀行家兼金匠家族，他的父親曾購買一幅位于福斯灣的克拉蒙德的田產（現今的勞里斯頓城堡），所以這支家族後來被稱為勞里斯頓的羅氏。他在十四歲的時候參與家族生意，並學習銀行業務直至他父親于1688年逝世。約翰後來忽略了家族生意，並且染上揮霍無度的不良風氣和賭博的惡習，這造成他在財務上很大的損失，因此他離開家鄉前往倫敦遊歷。
1694年4月9日，約翰·羅和一名叫愛德華·威爾遜的人進行了一場決鬥，事情緣于威爾遜曾經挑戰他對一位名叫伊麗莎白·維利爾斯的女子的戀愛追求（38歲的伊麗莎白·維利爾斯之前長期是英王威廉三世的情婦，並且位居皇室的女官）。決鬥的結果是約翰殺死了威爾遜，因而觸犯了謀殺罪且被判處死刑。稍后約翰被改判繳交罰金了事，因爲法庭認爲威爾遜的死亡只能算作誤殺。威爾遜的兄弟不服上訴，法庭決定先扣押約翰，但是約翰卻潛逃到阿姆斯特丹。
約翰呼籲成立國有銀行以作創造和增加信貸工具及發行用金銀、土地作儲備抵押的紙幣。約翰·羅的思想第一次出現曙光是在他返回蘇格蘭參與關於《1707年聯合法案》辯論的時候。他出版了一篇文章，標題為《論貨幣和貿易——兼向國家供應貨幣的建議》（1705）。約翰對於在蘇格蘭建立國有銀行的建議最終被否決，於是他轉移到海外追求其金融思想的實現。他花費十年時間在法荷之間從事金融投機交易。法國經濟的問題令到約翰·羅得到將理想付諸實行的寶貴機會。
他認爲必須廢止壟斷和私人農業稅，他希望建立一間銀行和國有企業分別作國家金融和商業的用途，最終消除所有私人金融壟斷收入，從而建立一個由國家運作的巨大金融和貿易體，當中所獲得的盈利用於支付國債。官方邀請包括塞繆爾·伯納德在内的金融家研究約翰·羅的建議，然而他的希望又一次落空，他的建議在1715年10月24日被否決。
路易十四過去發動的戰爭嚴重耗損法國的經濟和金融，貴金屬的短缺造成流通的硬幣同時出現短缺的情況，間接制約鑄幣的工作。正是在這種背景之下，當時擔任攝政的奧爾良公爵堅決支持約翰·羅，任命他為財政大臣。
作爲法國經濟的首長，約翰·羅創制很多有益於法國的改革（部分政策持續生效，某些則在實行不久便廢除）。他試圖打破大型土地擁有者的壟斷，使農民受益；他廢止當時法國存在的道路和運河通行費徵收制度；他鼓勵建設新道路、建立新工業（甚至輸入工匠，但大多數提供低息貸款以資創業），還有復興海外貿易，在他的政策推行之後，工業果然在兩年内增加60%。法國從事出口的運輸船隻也由16艘增至300艘。

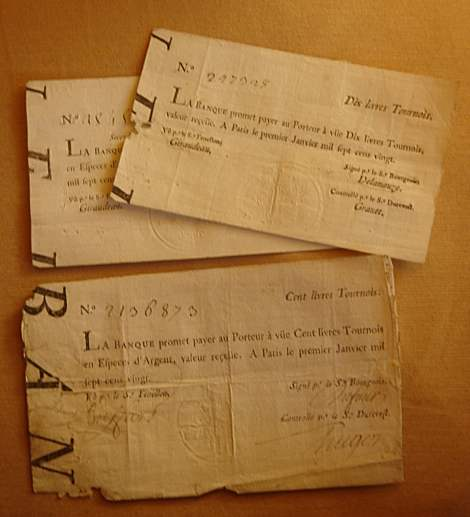
1720年通用銀行發行的紙幣

自從法國參與毀滅性的西班牙王位繼承戰爭，不僅令到法國經濟停滯，而且給法國政府帶來沉重的債務。約翰·羅倡議以紙幣取代黃金向外貸款，透過投資工業刺激經濟，並且利用國有的新企業發行股份向國債持有人把原有國債轉換成股份，於是法國龐大的國債便得以舒緩。雖然約翰·羅及他的金融計劃到最后始終失敗，但是他的思想遠遠超越他所處的年代，並且“掌握了很多屬於現代貨幣理論一部分的關鍵概念”。

### 密西西比泡沫

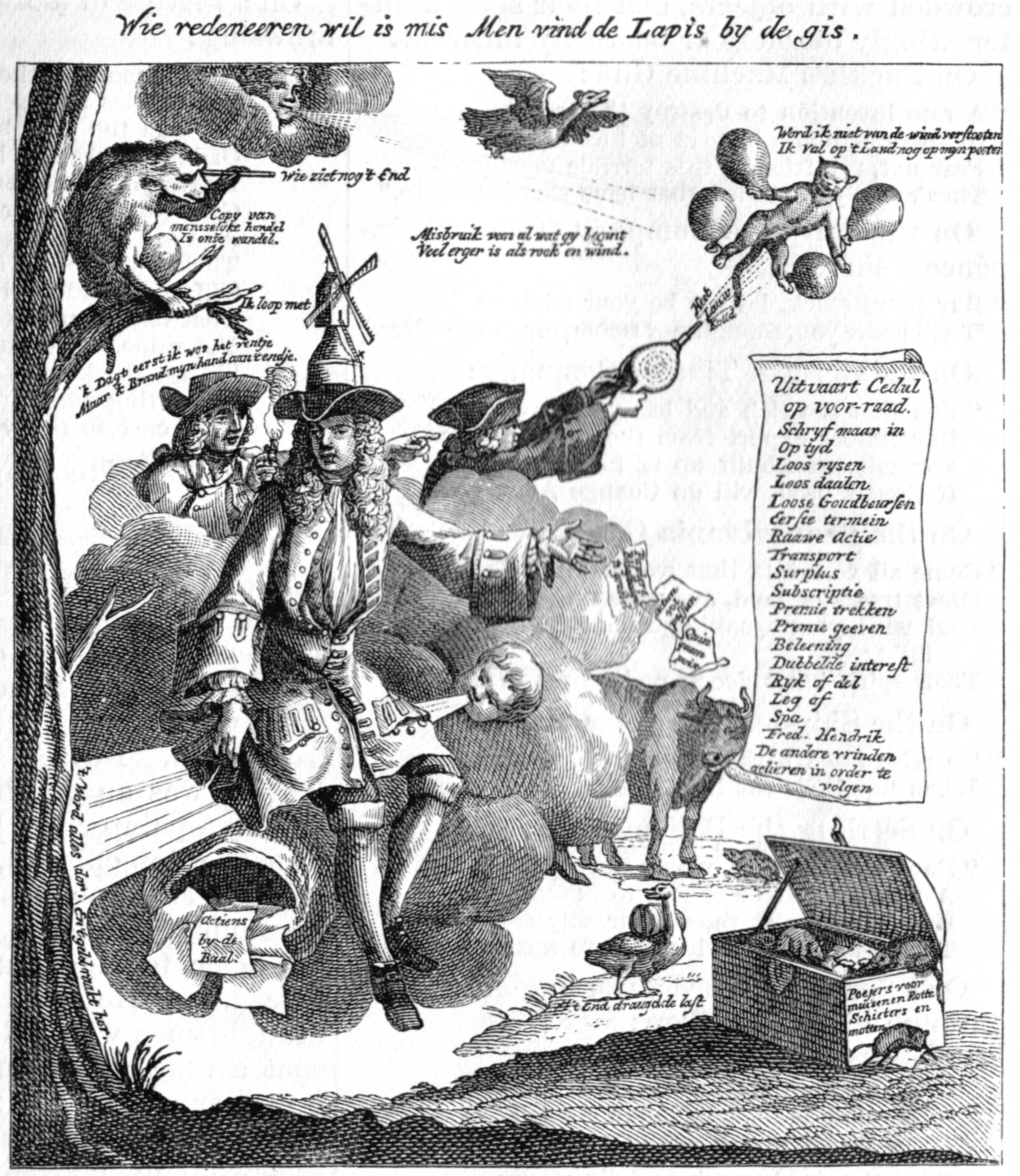
當時諷刺約翰·羅金融計劃的一幅政治漫畫Het Groote Tafereel der Dwaasheid（1720）;英文譯文如下：Law loquitur. The wind is my treasure, cushion, and foundation. Master of the wind, I am master of life, and my wind monopoly becomes straightway the object of idolatry. Less rapidly turn the sails of the windmill on my head than the price of shares in my foolish enterprises."

約翰·羅在史上為人所熟知的就是他成爲“密西西比泡沫”的“建築師”。約翰·羅試圖把很多以開發一些海外地區的貿易公司合為一體，主力拓展開發北美洲路易斯安那地區的業務——也就是密西西比公司（被合併的公司包括非洲公司、土耳其公司和東印度公司），密西西比公司從法國政府裏獲得了單獨開發北美洲和貿易的壟斷特權。
約翰·羅運用財技，他的如意算盤是：想購買股票的人必須首先購買公債，然後用公債來購買股票。這樣政府就通過出賣公債而得到貨幣，密西西比公司獲得了公債，公司把這些公債全部銷毀，免除政府的償付責任，政府在未來25年每年向密西西比公司支付4%利息。透過以公債買新股的辦法，一度使這些如同廢紙的公債券價格回升至票面值。後來密西西比公司更要求認購新股者以舊股換取新股，出於人們預期股價不斷上漲，他們也樂意以舊換新的認購辦法。1718年，約翰·羅得到印鈔特權，通用銀行改爲皇家銀行，他預知密西西比公司的股價不可能長期攀升，所以他大量發行鈔票，並以高價向民衆回購股份。約翰·羅的鈔票之所以那麽受歡迎，其中一個原因是法國政府接納以這種鈔票繳交租稅。法國由於紙幣氾濫造成物價飛漲，約翰·羅擔心他無法以貴金屬償付大量鈔票的面值，他發出公告禁止人民私藏金銀並斌鼓勵人民把金銀送出國外，但法國的金融市場已經完全失控，人們寧願向通用銀行換回貴金屬，約翰·羅只得宣佈所有鈔票面額折半。相同地，當人們無法再承接更高的價格就是泡沫爆破之時，更讓約翰·羅禍不單行的是從北美洲傳來關於開發失敗的不利消息，密西西比公司的股票和皇家銀行的鈔票挂鈎，因此公司承受巨大的財政壓力，公司股價短期内變得一文不值，不單是因爲民衆對公司的盈利能力感到絕望，而且約翰·羅發行的鈔票也成了廢紙，稍后連皇家銀行也被逼關門大吉。約翰·羅失去所有，他被解除銀行和政府所有職務，他唯有慌忙逃離法國。

## 晚年
約翰·羅起初選擇逃亡布魯塞爾，他陷入窮困的境地。然後，他花了數年到過羅馬、哥本哈根和威尼斯進行賭博，但他的過去的運氣已到了盡頭。奧爾良公爵本打算重新起用約翰·羅，但公爵在1723年突然逝世，於是約翰·羅捲土重來的決議也就不了了之。約翰·羅收到公爵逝世的消息之後，他意識到他永不可能再返回法國。1719年，約翰·羅收到來自英國的寬恕，英國允許他返回倫敦。他在倫敦居住了四年后去了威尼斯，他患上了肺炎。1729年，約翰·羅在貧病交加之下結束了傳奇的一生。
亞當·斯密評價約翰·羅的計劃時這樣說：
這個不平凡的計劃是以下列兩個原則為基礎的：國家的富裕在於贸易；貨幣的價值可由人們的同意加以決定。按照這兩個原則，他認爲如果能夠把貨幣的概念和紙結合在一起，他能夠很容易促進國家的富裕，而且能夠使政府實現貨幣所能產生的任何成就。羅氏的計劃絕不是卑鄙齷齪的計劃，他的確相信他的計劃，他自己受自己的騙。

## 趣聞
密西西比泡沫時期，法國人陷入投資狂熱之中，以下是一些當時跟約翰·羅有關的軼事。
- 一個投資者的僕人按主人的吩咐以8000法郎賣出250股股票，股價已經漲至10000法郎，僕人從中中飽私囊成爲了富人[17]。
- 有一位有身份地位的貴婦，為求得到密西西比公司的配股，她不惜每天坐在馬車上等候約翰·羅的馬車經過。當約翰·羅的馬車經過之時，貴婦吩咐馬車夫製造“交通意外”，她借機嬌呼救命博取約翰·羅下車詢問，然後貴婦趁機施展渾身解數，直到約翰·羅答應配股給她方才罷休[18]。
- 約翰·羅家成爲新股申請處，由於太多投資者擁擠，以至經常有人被擠死[17]。
- 有些人甚至在他家附近租房子，準備長期申請新股。約翰·羅家所在的甘康普瓦大街（法语：Rue Quincampoix）的房租因此上漲了100多倍[19]。
- 一群失業的駝背人將自己出租，讓人們以他們的駝背作寫字臺，填寫新股申請書[19]。
- 法國政府受惠于約翰·羅的金融計劃，減少了25億利弗爾的國債[20]。
- 約翰·羅從法國逃亡的時候，身上只有800利弗爾和皇家銀行發行的貶值鈔票[20]。

## 關於約翰·羅的書籍
- John Law: Economic Theorist and Policy-Maker by Antoin E. Murphy（Oxford University Press, 1997）
- Millionaire: The Philanderer, Gambler, and Duelist Who Invented Modern Finance by Janet Gleeson (2000).（ISBN 0-684-87295-1）
- The Poker Face of Wall Street by Aaron Brown（John Wiley & Sons, 2006）
- John Law - The History of an Honest Adventurer by H. Montgomery Hyde（W. H. Allen, 1969）
- John Law, the father of paper money by Robert Minton（Association Press, 1975）
- Crime, Cash, Credit and Chaos by Colin McCall（Solcol, 2007）
- Extraordinary Popular Delusions and the Madness of Crowds by Charles Mackay

## 關於約翰·羅的電影
- John Law and the Mississippi Bubble（1978）——一套由Richard Condie製作的風趣幽默短動畫。